# Dictymia
Dictymia, rod pravih paprati (papratnice) iz porodice Polypodiaceae, dio reda Polypodiales. Postoje dvije vrste s istoka Australije i jugozapadnog Pacifika

## Vrste
1. Dictymia brownii (Wikstr.) Copel.; Australija (Novi Južni Wales, Queensland); Nova Kaledonija (uključujući Ile des Pins)
2. Dictymia mckeei Tindale; Nova Kaledonija; Fidži (Viti Levu)

## Sinonimi
- Dictyopteris C.Presl; (1836) (nec Lamoureux (1809))

## Vanjske poveznice
|  | Zajednički poslužitelj ima još gradiva o temi Dictymia |